# 다나베 마코토
다나베 마코토(일본어: 田邊 誠, 1922년 2월 25일~2015년 7월 2일)는 11선 중의원 의원을 역임한 일본의 정치인이다.

## 생애
군마현 마에바시시에서 태어났다. 구제 마에바시 중학교를 거쳐 구제 고등학교 진학을 희망했지만 집안 사정이 여의치 않아 학비가 무료인 체신관리연습소에 진학했다. 연습소를 졸업하고 마에바시체신국에 입직해 일을 했다. 1943년 징병되어 군인이 되었는데 기독교인이라는 이유로 잦은 구타를 당했다. 전후에 복원하여 마에바시체신국에 복직했다. 상사에게 굴하지 않고 자신의 의견을 피력하는 태도를 본 노동조합측에서 다나베를 영입해 곧 지도자가 되었고 전국체신노동조합 군마지구위원장과 군마지방노조평의회 의장을 역임했다.
1955년에는 군마현의회 의원 선거에 출마해 당선됐다. 현의원이 돼서 댐 건설 과정에서 비리를 추궁해 현지사 기타노 시게오의 재선을 막는 데 기여했다. 1960년 총선에 일본사회당 공천을 받고 출마해 당선돼 국회의원이 되었다.
중의원 사회노동위원회에 소속돼 충실한 사회복지 정책을 주장했다. 사회당 내에선 에다 사부로의 파벌에 속했고 나중엔 당내 우파의 중진이 되었다. 1977년 사회당 국회대책위원장에 취임했다. 이때 자유민주당 국회대책위원장은 가네마루 신이었는데 서로 긴밀한 사이를 유지하면서 국대 정치를 펼쳐나갔다. 이를 통해 사회당이나 시민운동가들의 요구를 자민당이 받아들일 수 있는 통로 역할을 수행했다. 훗날 가네마루가 도쿄 사가와큐빈 사건으로 실각했을 때 가네마루와 친밀했던 다나베도 돈을 받은 게 있지 않겠냐는 세간의 의심이 있었지만 다나베의 사생활은 매우 청렴했다고 한다.
1981년 1월 당내 우파 그룹인 수요회를 중심으로 정권구상연구회가 결성되자 여기에 참여했다. 11월 사회당 위원장 선거에 정권구상연구회장 무토 산지가 아스카타 이치오에게 패배하자 다나베는 국대위원장에서 물러났다. 1982년 7월 히라바야시 다케시가 사망하고 후임 서기장이 되었고 1983년 7월 이시바시 마사시가 신임 위원장이 된 뒤에도 서기장에 유임됐다. 1985년 12월 당대회에서 집행부가 다나베가 중심이 되어 작성한 신강령을 제안했다. 당내 영향력이 강했던 사회주의협회가 분란을 겪어 이에 제대로 대응하지 못하고 1986년 1월 정식으로 채택되면서 사회당은 서구식 사회민주주의 정당으로 변모하게 되었다.
1986년 7월 양원 동시 선거에서 사회당이 대패하자 이시바시는 위원장에서 물러났고 다나베도 연대 책임을 지고자 서기장을 사임했다. 1989년 위원장 도이 다카코가 다나베를 부위원장으로 지명했다. 2년 뒤 제12회 통일지방선거에서 사회당이 패배하자 도이는 위원장을 사임했고 다나베가 후임 위원장이 되었다. 이는 가와카미 조타로 이래 26년 만의 우파 출신 위원장이었다. 자민당 및 중도 정당에 폭넓은 인맥을 가졌던 다나베는 사회당을 정권을 담당할 능력이 있는 정당으로 탈피할 수 있는 인물로 기대를 받았다. 다나베도 이를 위해 당내에 그림자 내각을 두는 등 정권 교체를 위해 노력했다.
하지만 위원장 선거 당시 좌파 후보로 나선 우에다 데쓰와는 1만 표 정도밖에 차이가 나지 않을 정도로 다나베의 당내 기반은 약했다. 다나베도 이를 신경써서 좌파의 편의를 자주 봐줬기에 당내 운영은 좌파의 간섭을 자주 받았다.
1992년 「유엔 평화유지 활동 등에 대한 협력에 관한 법률」(PKO법)안에 대해 다나베는 자위대가 아닌 별도의 조직을 파견하는 대안에 호의적인 입장을 보였다. 하지만 자민당, 공명당, 민사당이 이 대안에 반대했으며 파견 자체에 반대하는 당내 좌파의 반발도 있어 결국 다나베는 PKO법안에 반대로 돌아섰다. 자공민 3당이 강행 통과를 시도하자 일본공산당과 함께 우보 전술을 써서 막고자 했으나 결국 PKO법안은 중의원을 통과했다.
지지 기반이 약했던 다나베는 절대 반대를 외치는 당내 좌파를 설득하는 게 불가능했다. 그런데 정작 좌파는 다나베가 가진 자민당 인맥에만 기대하며 사태를 수습하기 위한 노력을 전혀 하지 않았고 그 사이에 PKO법안이 성립되었던 것이다. 7월에 있었던 제16회 일본 참의원 의원 통상선거에서 사회당이 패배한 것도 PKO법에 반대하면서도 이 법에 찬성했던 공명당, 민사당과의 선거 협력은 계속 이어나가는 모순이 하나의 원인이었다.
참의원 선거에서 패배하자 당내에서는 다나베가 책임을 져야 한다는 목소리가 높아졌다. 그리고 사가와큐빈 사건의 여파로 가네마루가 실각하고 가네마루의 맹우로 알려진 다나베의 이미지에도 악영향을 미치자 결국 1993년 1월 서기장 야마하나 사다오를 후임 위원장으로 지명한 뒤 위원장을 사임했다.
1993년 55년 체제가 성립한 이후로 처음으로 자민당이 야당으로 밀려나고 호소카와 내각이 수립됐다. 일본노동조합총연합회장 야마기시 아키라는 다나베를 중의원 의장으로 추천했지만 신생당의 오자와 이치로 등의 지지를 받은 도이 다카코가 의장이 되었다. 그럼에도 불구하고 비자민·비공산 연립 정권의 유지를 위해 노력했고 그렇기에 자사사 연립 정권인 무라야마 내각이 출범했을 땐 내각과 거리를 뒀다. 1996년 9월 민주당 설립위원회에 참여했지만 그해에 있었던 총선에는 출마하지 않고 그대로 정계를 은퇴했다. 그리고 같은 해 훈1등 욱일대수장을 수훈했다. 1997년 6월 19일 사회당의 후신인 사회민주당을 탈당한 뒤 민주당에 입당했다. 2005년 2월 민주당 군마현 상임고문이 되었다.
다나베는 1990년 가네마루와 함께 조선민주주의인민공화국을 방문해 김일성을 만나 회담한 적이 있었다. 이후 북한과의 교류에 적극적인 모습을 보였는데 이후 납북 일본인 문제가 불거지자 북한이 자신을 속였다며 항의하고 북한과의 관계를 끊어 버렸다.
2015년 7월 2일 향년 93세로 사망했다.

## 역대 선거 기록
|  | 18.2% |

|  | 18.41% |

|  | 25% |

|  | 28.03% |

|  | 22.77% |

|  | 18.9% |

|  | 22.99% |

|  | 27.22% |

|  | 22.88% |

|  | 25.62% |

|  | 27.55% |

|  | 16.86% |

## 참고 문헌
- 《敬神愛人 : 田辺熊蔵の生涯》. 日本評論社. 1984년 11월 20일. ISBN 4535575231.
- 《愛と知と力の政治》. 日本評論社. 1988. ISBN 453557765X.